# Maria Himmelfahrt (Schönenwerd)

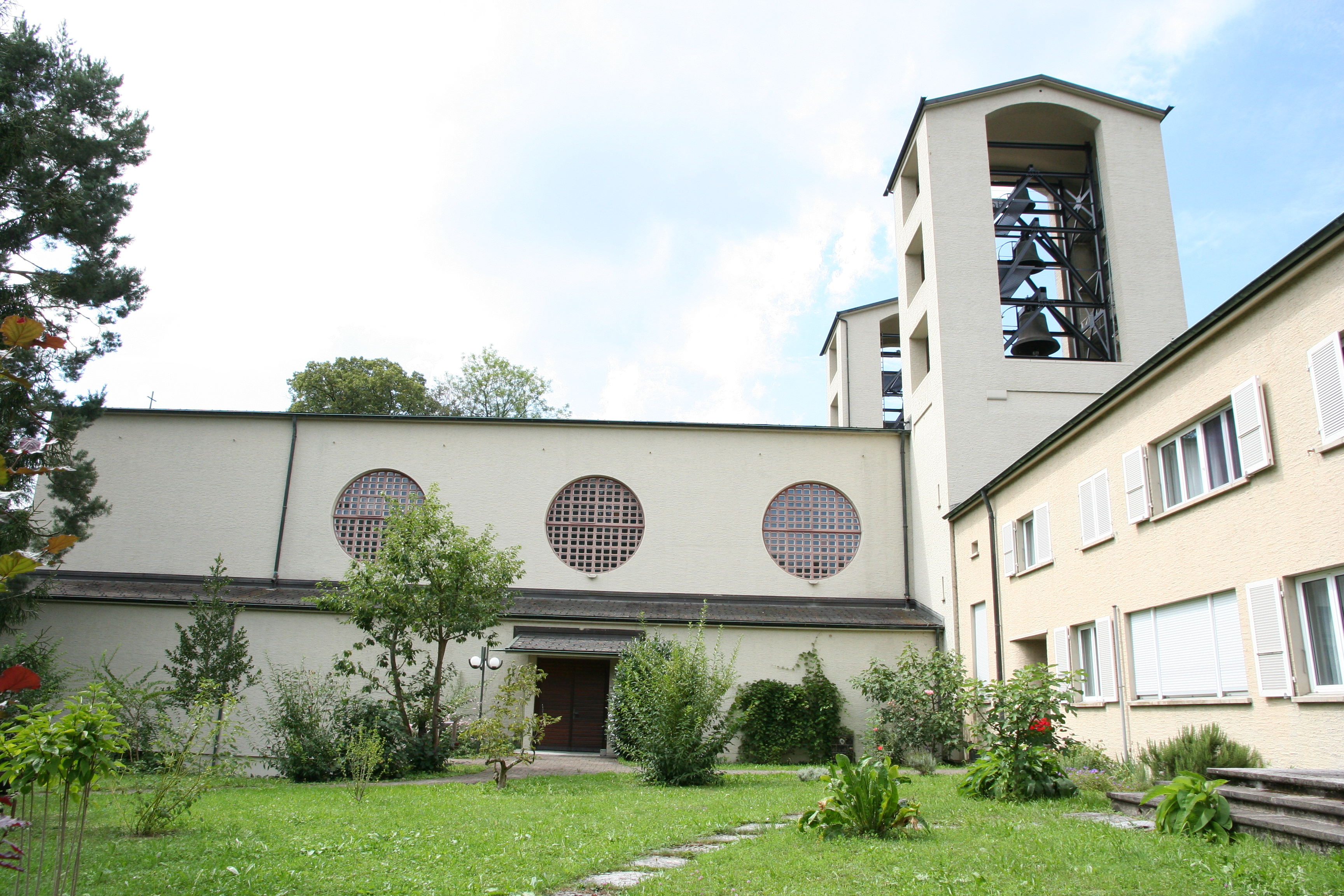
Kirche Maria Himmelfahrt von Osten

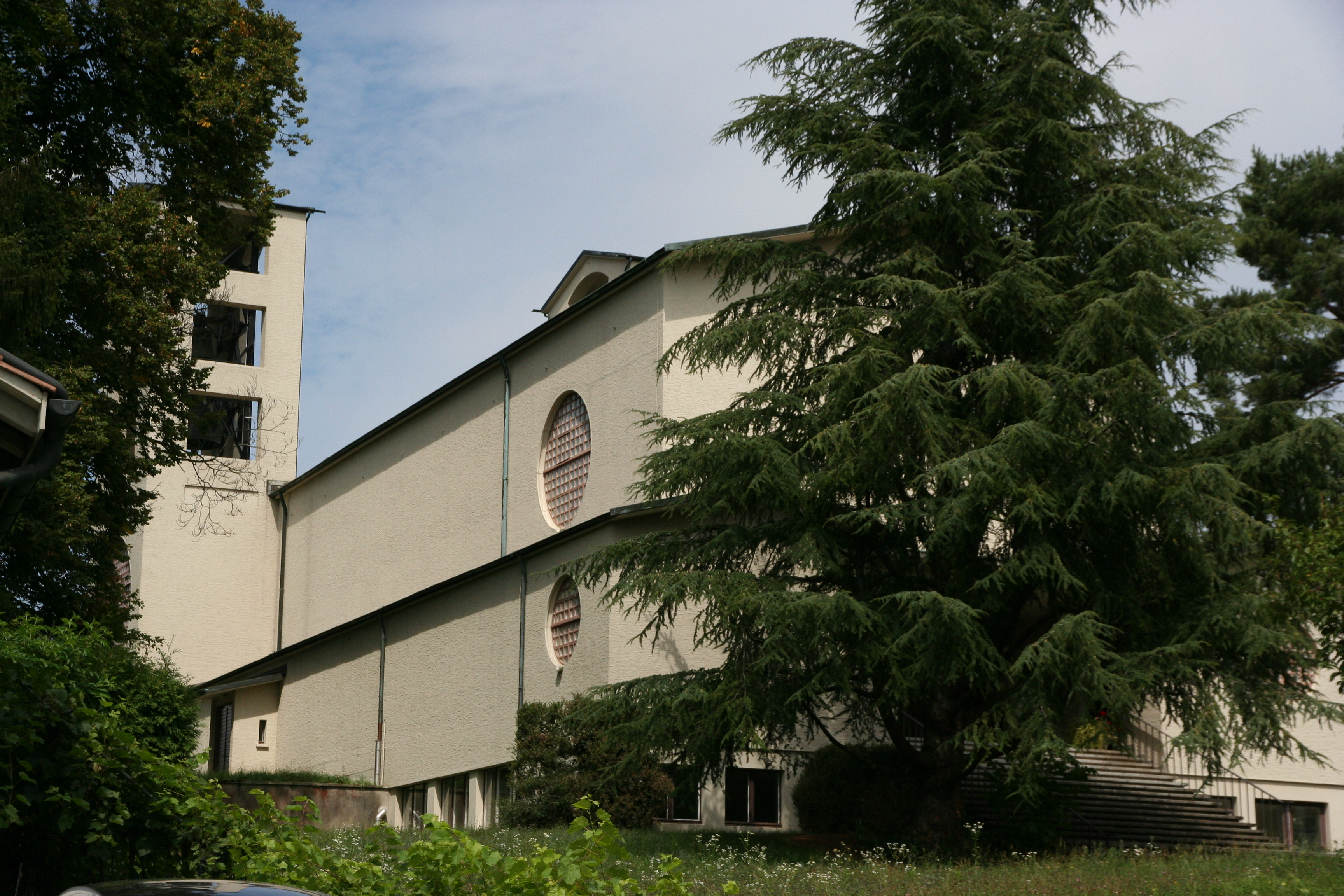
Ansicht von Südwesten

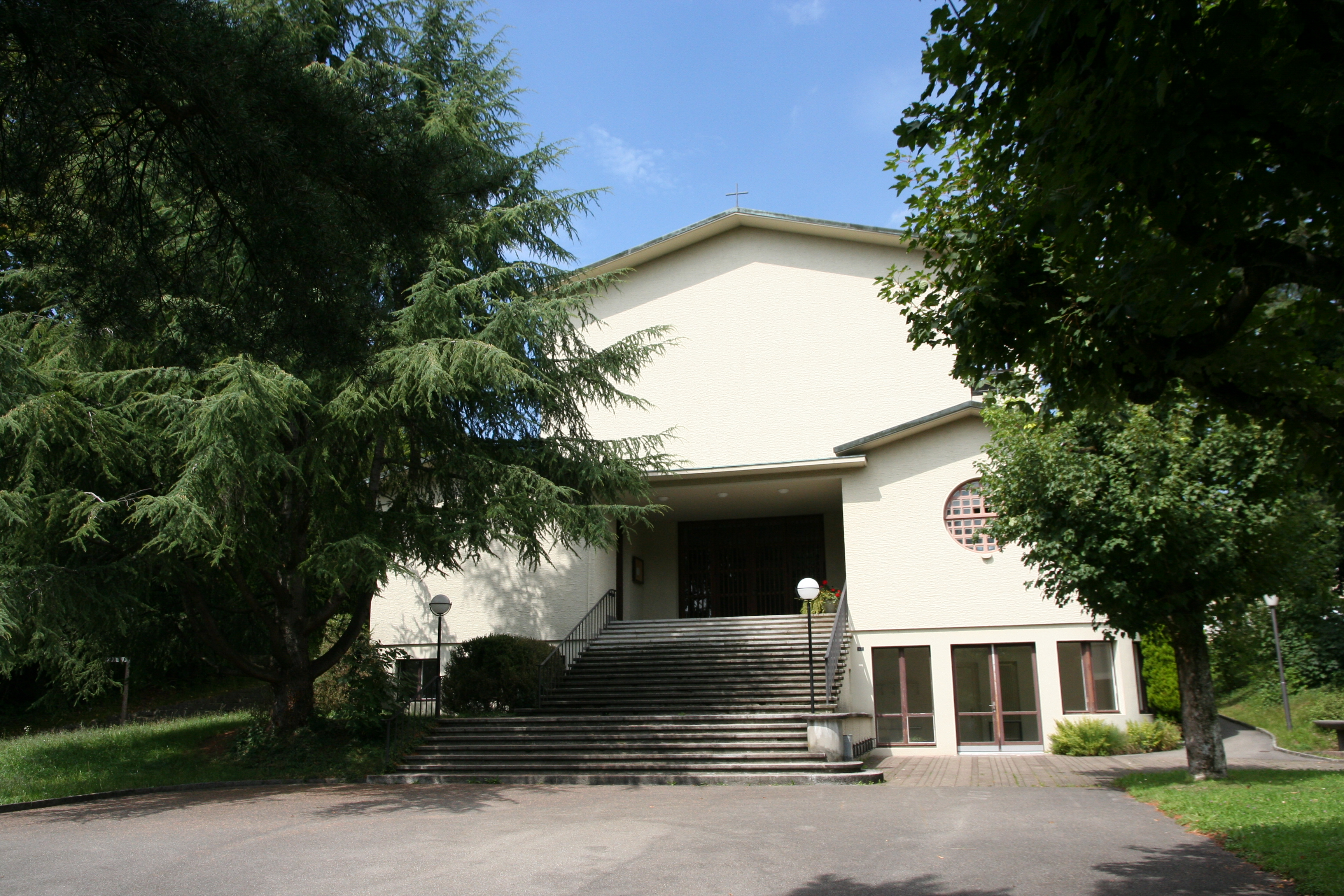
Kirchenportal

Die Kirche Maria Himmelfahrt ist die römisch-katholische Kirche von Schönenwerd. Errichtet wurde sie 1937–1938 nach Plänen des Kirchenarchitekten Fritz Metzger und dem Ingenieur Emil Schubiger.

## Geschichte und Pfarreistruktur

### Vorgeschichte
Im Jahr 778 vermachte Bischof Remigius aus Strassburg in seinem Testament dem dortigen Domstift das Klösterchen Werith, das auf einer Aareinsel stand und zur Gemeinde Gretzenbach gehörte. Etwa um das Jahr 1000 wurde das Kloster in ein Stift umgewidmet. Die ältesten Teile der Stiftskirche stammen noch vom ursprünglichen Bau aus dem 11. Jahrhundert. Durch die Jahrhunderte hindurch prägte das Stift die ganze Region. Die Stiftskirche St. Leodegar wurde von den Bernern und Solothurnern 1388 gebrandschatzt und erst 1491 neu geweiht, als das Stift bereits zu Solothurn gehörte. Da Solothurn in der Reformation katholisch blieb, konnte das Stift erhalten werden. Nach der Besetzung der Eidgenossenschaft 1798 durch die napoleonischen Truppen löste sich die Gemeinde vom Stift und erhielt in der Helvetischen Republik politische Selbständigkeit. Nach dem Sturz Napoleons 1815 wurde das Stift retabliert, wurde dann aber 1874 infolge des Kulturkampfs endgültig aufgehoben.

### Aufbau der heutigen Pfarrei
Im Zuge der Industriellen Revolution entstanden in der Region etliche Fabriken; Schönenwerd wurde ab Mitte des 19. Jahrhunderts wesentlich geprägt durch die Fabriken des in Schönenwerd geborenen Industriellen Carl Franz Bally. 1875 bildete sich ein christkatholischer Verein, dessen Präsident Bally wurde. Erklärtes Ziel der Christkatholiken war, sich vom Rom und vom Papst loszusagen. Da sich die Mehrheit der Schönenwerder Katholiken zum christkatholischen Glauben bekannten, erhielten sie 1876 von der solothurnischen Regierung die Erlaubnis, in der ehemaligen Stiftskirche St. Leodegar ihre Gottesdienste abzuhalten.
Der römisch-katholische Pfarrer weigerte sich daraufhin, mit den Christkatholiken die Kirche zu teilen, weshalb ab 1877 die römisch-katholischen Gottesdienste in einer Notkirche oberhalb der Stiftskirche stattfanden. Im Lauf der Jahrzehnte zogen immer mehr römisch-katholische Gläubige nach Schönenwerd, sodass die baufällig gewordene kleine Notkirche nicht mehr genügte. In den Jahren 1937–1938 errichtete der junge, schon renommierte Zürcher Architekt Fritz Metzger die neue römisch-katholische Kirche, die vom Bischof von Basel, Franziskus von Streng, der Himmelfahrt Mariens geweiht wurde.
1975 erfolgte eine Innenrenovation der Kirche, bei der auch der Altarraum an die Vorgaben der Liturgiekonstitution des Zweiten Vatikanums angepasst wurde. 1988 errichtete die Kirchgemeinde östlich der Kirche das neue Pfarreiheim.

## Baubeschreibung

### Kirchtürme und Äusseres
Architekt Fritz Metzger war sich der Herausforderung des Kirchenneubaus in Schönenwerd bewusst. Einerseits wollten die römisch-katholischen Christen nach Jahrzehnten in der zu kleinen Notkirche ein repräsentatives Gotteshaus erbauen, andererseits wusste er, dass ein Kirchenneubau in unmittelbarer Nachbarschaft zur geschichtsträchtigen Stiftskirche St. Leodegar stets mit dieser gemessen würde und deshalb klug konzipiert sein musste.
Während die Stiftskirche geostet ist und sich auf der Westseite seit 1679 ein barocker Frontturm erhebt, ist die römisch-katholische Kirche Maria Himmelfahrt nach Norden ausgerichtet und besitzt zwei wuchtige Chorflankentürme. Diese sind dank ihrer exponierten Lage auf dem Bühlhügel weitherum sichtbar und verweisen auf die Lage der Kirche. Da die Stiftskirche St. Leodegar bis ins 17. Jahrhundert zwei spätgotische Türme besass, die dann aber wegen ihrer Baufälligkeit abgetragen werden mussten, greift das Konzept der Kirche Maria Himmelfahrt von Fritz Metzger die historische Doppeltürmigkeit der Stiftskirche auf, ohne deren spätgotische Silhouette zu kopieren. Nach Süden, gegen unmittelbaren Zugang zur Kirche über die Schmiedengasse dagegen, gibt sich das Äussere der Kirche Maria Himmelfahrt bescheiden und modern: Vom Vorplatz der Kirche aus sind die beiden Türme kaum zu sehen. Stattdessen führt eine breite Freitreppe zur schmucklosen Frontfassade der Kirche hinauf.
Die beiden Türme der Kirche sind so gross, dass das 1938 von der nahegelegenen Aarauer Giesserei H. Rüetschi gefertigte, sechsstimmige Geläute in lediglich einem Turm Platz gefunden hätte. Die Glocken mit den Schlagtönen B – cʹ – dʹ – f – gʹ – bʹ sind jedoch hälftig aufgeteilt. Zusammen besitzen sie ein Gesamtgewicht von 9712 kg und erklingen als ausgefülltes Salve-Regina-Motiv mit verdoppeltem Grundton. 2017 wurde das Geläute durch die Firma Rüetschi saniert. Dabei entfernte man die alten, morsch gewordenen Holzglockenstühle und baute stattdessen je einen neuen Stahlstuhl ein. Da die beiden Türme offen sind, ist das Geläute weiterhin der Witterung ausgesetzt. Neu hängen die Glocken leicht verkröpft und besitzen ProBell-Klöppel. Die Türme erheben sich als Verlängerung der Querschiffe.
An den östlichen Turm ist das Pfarrhaus angebaut; im Untergeschoss der Kirche befinden sich Räume des Pfarreizentrums. Das 1988 als Ergänzung zum Bauensemble von Fritz Metzger errichtete Pfarreiheim steht als separater Bau südöstlich der Kirche.

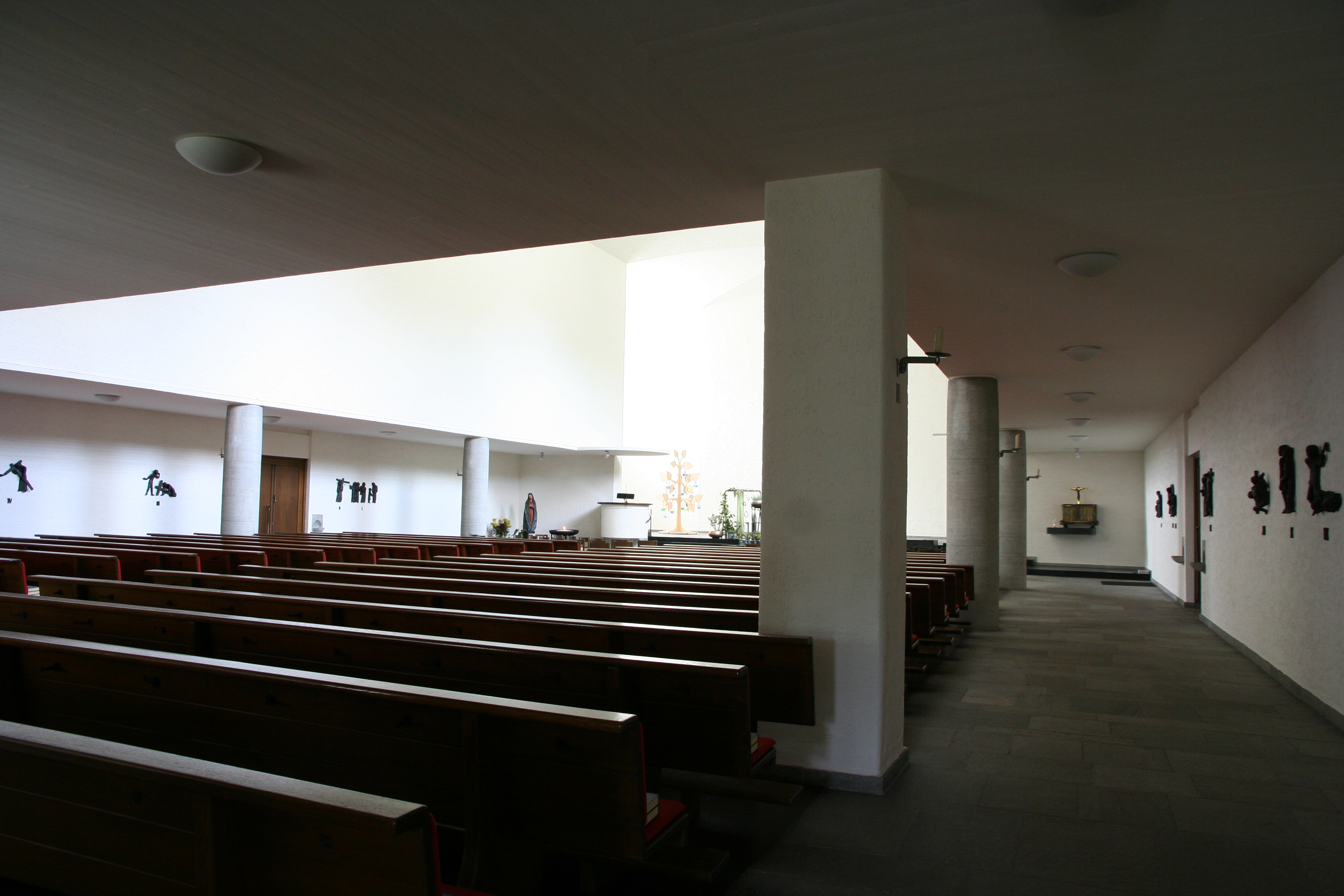
Innenansicht

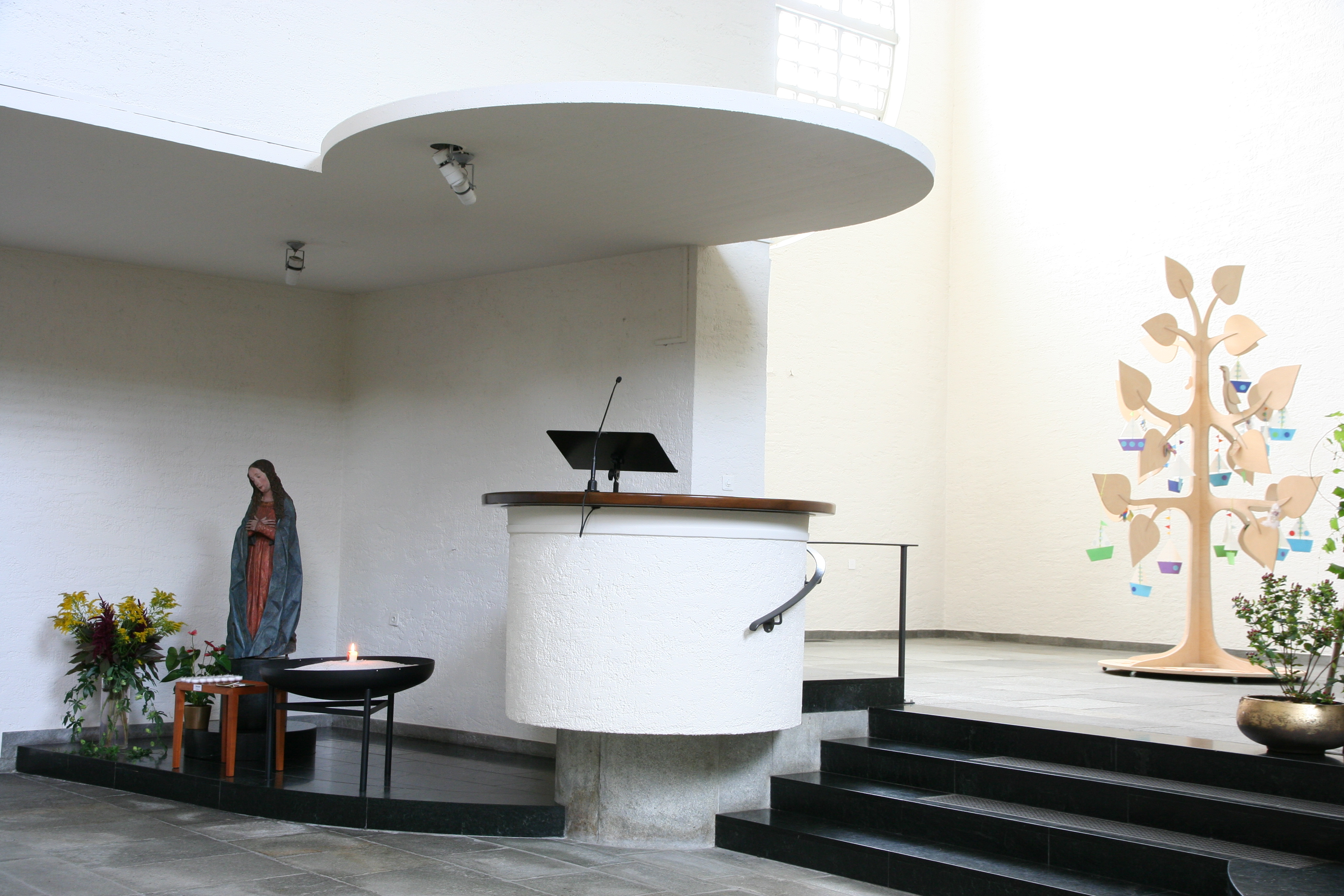
Kanzel

### Innenraum und künstlerische Ausstattung
Das Innere der Kirche Maria Himmelfahrt überrascht durch die Höhe und Länge des Mittelschiffs, das von zwei niederen Seitenschiffen flankiert wird, in denen sich im Wesentlichen lediglich je ein Gang befindet, der zu den Kirchenbänken führt. An das Mittelschiff schliesst sich nördlich der Chor an, der mit dem Querschiff einen einheitlichen Raumkörper bildet, sodass die Kirche einen basilikalen Grundriss besitzt. In die schmucklosen Mauern des Längsschiffs sind im Obergaden überdimensionale Rundfenster eingelassen, eines in die Westmauer auf der Höhe der Orgelempore, die anderen zu diesem versetzt entlang der Ostmauer. Im östlichen Querschiff wurden zwei schmale Emporen eingebaut, die vom Hauptschiff aus nicht zu sehen sind. Die Decke des Hauptschiffs ist leicht gewölbt und nähert sich damit einem Tonnengewölbe an, während die Decke über dem Chor und über den Querschiffen jeweils als Kreuzgratgewölbe gebildet ist. Der Verzicht auf eine prunkvolle Ausstattung lässt den Raum als solchen wirken. Die Kirche Maria Himmelfahrt strahlt aussen wie innen Strenge und Modernität aus.
Von der ursprünglichen Ausstattung sind im Wesentlichen die folgenden zwei Elemente erhalten geblieben: Der Tabernakel, der von Albert Schilling aus vergoldeter Bronze gefertigt wurde und im östlichen Seitenschiff an der niederen Chorwand untergebracht ist. Und die Kanzel, die am Übergang vom Mittelschiff zum Chor aufgebaut wurde und aus einem massigen Rundkörper besteht, der von einem flachen Schalldeckel überhöht wird. Ebenfalls aus der Erbauungszeit stammt der Bodenbelag in den Kirchenschiffen und im Chor, bestehend aus naturgespaltenen Bündner Gneisplatten. Die Säulen zwischen den Seiten- und dem Hauptschiff wurden mit Othmarsinger Muschelkalkstein verkleidet. Die Treppe zum Chor stammt aus der Zeit der Neugestaltung der Kirche und besteht wie die Seitenaltäre und der nicht mehr vorhandene ursprüngliche Hauptaltar aus Serpentin, die Wände und Decken wurden in rauem Kalkabrieb gefertigt. Der moderne Volksaltar und auch das von der Decke herabschwebende Chorkreuz wurden aus hellem Marmor gehauen. Der Taufstein stammt ebenfalls aus jüngerer Zeit und wurde aus dem Material des ursprünglichen Hauptaltars gefertigt. Das Chorkreuz besteht aus gleichschenkligen Rundstäben sowie einer mitten Kugel, auf der in blauem Farbton eine Hand von Jesus Christus abgebildet ist, auf der wiederum das Blut aus der Kreuzigungswunde zu sehen ist.

## Kapelle
Unter der Empore hindurch gelangt man in die Andachtskapelle. Im Gegensatz zur Kirche ist sie geostet und besitzt eine gebogene Chorwand, an der der ursprüngliche Altar erhalten geblieben ist. Flankiert wird der Altar von zwei Figuren: eine goldgefasste Madonna sowie eine Bronzestatue des Hl. Bruder Klaus, die ähnlich gestaltet wurde wie die in den Seitenschiffen angebrachten Kreuzwegstationen.

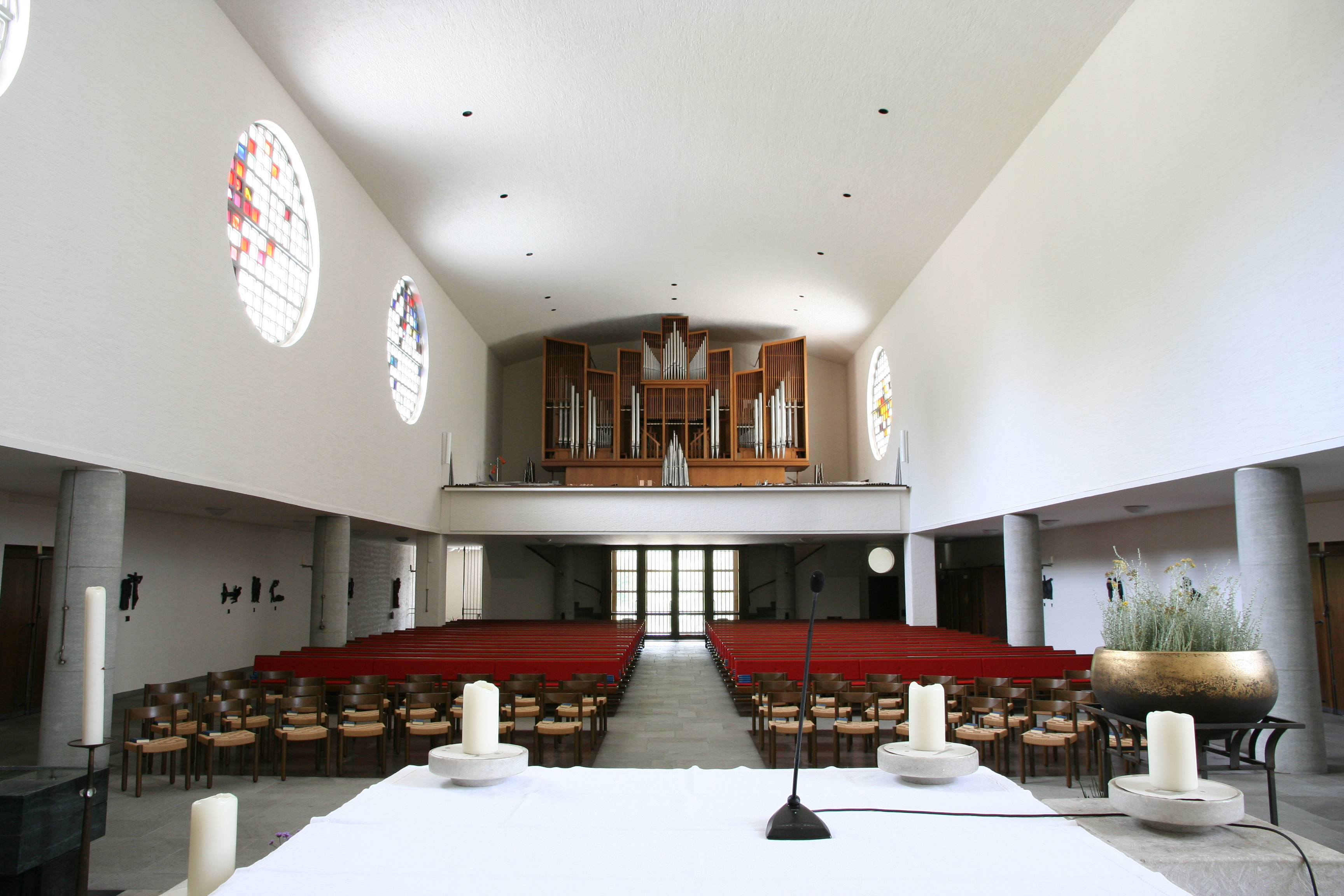
Blick zur Orgelempore

## Orgel
Für die Notkirche des Jahres 1877 erbaute Carl Theodor Kuhn, Männedorf, im Jahr 1908 eine pneumatische Membranladenorgel mit 13 Registern auf 2 Manualen und Pedal.
1960 wurde durch die Firma Orgelbau Kuhn AG, Männedorf, das heutige Instrument mit 35 klingenden Registern auf 3 Manualen und Pedal gebaut.
Disposition:
| I Hauptwerk C–g3 |       |
| Rohrgedackt      | 16′   |
| Prinzipal        | 8′    |
| Spitzflöte       | 8′    |
| Oktave           | 4′    |
| Hohlflöte        | 4′    |
| Quinte           | 2 ⁄3′ |
| Oktave           | 2′    |
| Mixtur VI–VIII   | 1 ⁄3′ |
| Trompete         | 8′    |

| II Positif C–g3 |       |
| Gedackt         | 8′    |
| Praestant       | 4′    |
| Koppelflöte     | 4′    |
| Doublette       | 2′    |
| Larigot         | 1 ⁄3′ |
| Spillflöte      | 1′    |
| Cymbel III-VI   | 1⁄2′  |
| Krummhorn       | 8′    |

| III Schwellwerk C–g3 |        |
| Prinzipal            | 8′     |
| Rohrflöte            | 8′     |
| Salicional           | 8′     |
| Prinzipal            | 4′     |
| Blockflöte           | 4′     |
| Nasat                | 2 ⁄3′  |
| Nachthorn            | 2′     |
| Terz                 | 1 3⁄5′ |
| Plein jeu IV–V       | 2′     |
| Basson               | 16′    |
| Oboe                 | 8′     |
| Schalmei             | 4′     |

| Pedal C–f1                      |       |
| Prinzipalbass                   | 16′   |
| Subbass                         | 16′   |
| Gedacktbass (Transmission)      | 16′   |
| Oktavbass                       | 8′    |
| Gedackt (Transmission)          | 8′    |
| Spillflöte                      | 8′    |
| Oktave (verlängerter Oktavbass) | 4′    |
| Mixtur IV                       | 2 ⁄3′ |
| Posaune                         | 16′   |
| Trompete (verlängerte Posaune)  | 8′    |
| Clairon (verlängerte Posaune)   | 4′    |